# Гипотеза фантомного времени
Гипотеза фантомного времени — ревизионистская и конспирологическая теория, которая была разработана в 80—90-х годах XX века немецким историком и публицистом Герибертом Иллигом (р. 1947, Фоэнштраус, Германия). 
Гипотеза утверждает, что период Европейского раннего средневековья (614—911) был либо ошибочно датирован, либо вовсе никогда не существовал, что потребовало бы значительных усилий, дабы скрыть это от масс. Иллиг считал, что это могло быть достигнуто с помощью подмен, подделки и переписывания истории, введения людей в заблуждение. Его теория предполагает заговор императора Священной Римской империи Оттона II Рыжего, папы римского Сильвестра II и, вероятно, византийского императора Константина VII Багрянородного.